# Dastardly e Muttley e le macchine volanti
Dastardly e Muttley e le macchine volanti (Dastardly and Muttley in Their Flying Machines), noto anche come Lo squadrone avvoltoi, è una serie animata statunitense del 1969, ideata e prodotta da Hanna-Barbera.
Ogni episodio è composto da due segmenti di Dastardly e Muttley, un segmento di Magnifico Muttley e due o tre segmenti di Wing Dings. 
La serie è stata trasmessa per la prima volta negli Stati Uniti su CBS dal 13 settembre 1969 al 3 gennaio 1970, per un totale di 33 episodi ripartiti su una stagione. In Italia la serie è stata trasmessa su Rai 1 dal 6 ottobre 1972.

## Produzione e distribuzione
Sequel della serie Wacky Races del 1968 di cui appaiono Dick Dastardly e Muttley. Antagonisti principali della serie precedente, qui sono i protagonisti assoluti. La serie si compone di 34 episodi di dieci minuti trasmessi a coppie e inframezzati da brevi gag con Muttley, Magnifico Muttley (Muttley che sogna ad occhi aperti) e da due o tre brevi gag intitolate Wing Dings.
Il titolo originale della serie cita quello del film Those magnificent men in their flying machines del 1964 (Quei temerari sulle macchine volanti), e il gioco è stato mantenuto anche nella versione italiana. Anche il titolo del siparietto di Muttley, Magnificent Muttley, è un richiamo al medesimo film.

## Trama
Dick Dastardly è a capo di una squadra di piloti che durante la prima guerra mondiale devono fermare un piccione viaggiatore, Yankee-Doodle, al fine di evitare che questi consegni la posta al nemico. 

## Sigla
La sigla di apertura "Stop the pigeon" (ferma il piccione) è cantata da Paul Winchell voce di Dick Dastardly nella versione originale.

## Personaggi e doppiatori
- Dick Dastardly, voce originale di Paul Winchell, italiana di Romano Ghini (ep. 1-16) e Franco Odoardi (ep. 17+).

Capo dello Squadrone Avvoltoi, è agli ordini del Generale (di cui si conosce solo la voce arrabbiatissima al telefono dopo ogni missione fallita).
- Muttley, voce originale di Don Messick, italiana di Luciano Roffi (ep. 1-16) e Paolo Poiret (ep. 17+).

L'assistente di Dastardly, alla continua ricerca di medaglie; il suo tormentone è «Dammi la medaglia, medaglia, medaglia»; grazie alla sua coda rotante riesce sempre ad atterrare incolume quando le cose si mettono male.
- Zilly, voce originale di Don Messick, italiana di Silvio Anselmo e Gino Pagnani.

Timidissimo, pauroso e ossessionato dal piccione, tende a nascondersi nel suo trench d'aviatore, come una tartaruga nel guscio e addirittura scavando sotto terra; nonostante ciò è un pilota capace e l'unico a capire Klunk.
- Klunk, voce originale di Don Messick, italiana di Vittorio Stagni.

Progetta e costruisce le assurde e incredibili macchine volanti, nonché le armi e le trappole bizzarre per la cattura del piccione; si esprime in un farfugliare assurdo, con smorfie e movimenti spasmodici, che è Zilly ad interpretare; in assenza di Dick Dastardly, assume il comando dello squadrone.
- Yankee Doodle.[4]

Dal nome di una celebre marcia militare, è il piccione viaggiatore.
- Il Generale, voce originale di Paul Winchell, italiana di Vittorio Stagni.

Non appare mai, ma telefona spesso a Dastardly per redarguirlo.
- Narratore, voce originale di Don Messick, italiana di Sergio Matteucci.

## Episodi
| nº | Titolo originale               | Titolo italiano                 | Prima TV USA      | Prima TV Italia |
| -- | ------------------------------ | ------------------------------- | ----------------- | --------------- |
| 1  | Fur Out Furlough               | Trenta giorni di licenza        | 13 settembre 1969 | 6 ottobre 1972  |
| 1  | Barn Dance                     |                                 | 13 settembre 1969 | 6 ottobre 1972  |
| 1  | Hot Soup                       |                                 | 13 settembre 1969 | 6 ottobre 1972  |
| 1  | Muttley on the Bounty          |                                 | 13 settembre 1969 | 6 ottobre 1972  |
| 1  | Sappy Birthday                 | Compleanno movimentato          | 13 settembre 1969 | 6 ottobre 1972  |
| 2  | Follow That Feather            | Segui quella piuma              | 20 settembre 1969 | 1972            |
| 2  | Barber                         |                                 | 20 settembre 1969 | 1972            |
| 2  | Empty Hangar                   |                                 | 20 settembre 1969 | 1972            |
| 2  | What's New Old Bean?           |                                 | 20 settembre 1969 | 1972            |
| 2  | Operation Anvil                | Operazione incudine             | 20 settembre 1969 | 1972            |
| 3  | Sky Hi-IQ                      | A tentoni nel cielo             | 27 settembre 1969 | 1972            |
| 3  | Prop Wash                      |                                 | 27 settembre 1969 | 1972            |
| 3  | Carpet                         |                                 | 27 settembre 1969 | 1972            |
| 3  | The Marvelous Muttdini         |                                 | 27 settembre 1969 | 1972            |
| 3  | A Plain Shortage of Planes     | Volo di ricognizione            | 27 settembre 1969 | 1972            |
| 4  | Barnstormers                   | Assalto al granaio              | 4 ottobre 1969    | 1972            |
| 4  | Arnold                         |                                 | 4 ottobre 1969    | 1972            |
| 4  | Pineapple Sundae               |                                 | 4 ottobre 1969    | 1972            |
| 4  | The New Mascot                 |                                 | 4 ottobre 1969    | 1972            |
| 4  | The Bad Actor                  |                                 | 4 ottobre 1969    | 1972            |
| 4  | Shape Up or Ship Out           | A bordo e fuoribordo            | 4 ottobre 1969    | 1972            |
| 5  | Stop That Pigeon               |                                 | 11 ottobre 1969   | 1972            |
| 5  | Grease Job                     |                                 | 11 ottobre 1969   | 1972            |
| 5  | Robot                          |                                 | 11 ottobre 1969   | 1972            |
| 5  | The Big Topper                 |                                 | 11 ottobre 1969   | 1972            |
| 5  | Zilly's a Dilly                | Zilly, il coraggioso            | 11 ottobre 1969   | 1972            |
| 6  | The Cuckoo Patrol              | Lo squadrone del cucù           | 18 ottobre 1969   | 1972            |
| 6  | Automatic Door                 |                                 | 18 ottobre 1969   | 1972            |
| 6  | Airmail                        |                                 | 18 ottobre 1969   | 1972            |
| 6  | Runway Stripe                  |                                 | 18 ottobre 1969   | 1972            |
| 6  | The Masked Muttley             |                                 | 18 ottobre 1969   | 1972            |
| 6  | Pest Pilots                    |                                 | 18 ottobre 1969   | 1972            |
| 7  | The Swiss Yelps                | Fra le Alpi Svizzere            | 25 ottobre 1969   | 1972            |
| 7  | Eagle-Beagle                   | Dove volano le aquile           | 25 ottobre 1969   | 1972            |
| 7  | Deep Reading                   |                                 | 25 ottobre 1969   | 1972            |
| 7  | Shell Game                     |                                 | 25 ottobre 1969   | 1972            |
| 7  | Slightly Loaded                |                                 | 25 ottobre 1969   | 1972            |
| 7  | Movie Stuntman                 |                                 | 25 ottobre 1969   | 1972            |
| 8  | Fly by Knights                 | Piloti occhialuti               | 1º novembre 1969  | 1972            |
| 8  | There's No Fool Like a Re-Fuel | Rifornimento fatale             | 1º novembre 1969  | 1972            |
| 8  | Springtime                     |                                 | 1º novembre 1969  | 1972            |
| 8  | Dog's Life                     |                                 | 1º novembre 1969  | 1972            |
| 8  | Strange Equipment              |                                 | 1º novembre 1969  | 1972            |
| 8  | Coonskin Caper                 |                                 | 1º novembre 1969  | 1972            |
| 9  | Movies Are Badder Than Ever    | Cinema che passione             | 8 novembre 1969   | 1972            |
| 9  | Home Sweet Homing Pigeon       | Casa dolce casa                 | 8 novembre 1969   | 1972            |
| 9  | The Elevator                   |                                 | 8 novembre 1969   | 1972            |
| 9  | Obedience School               |                                 | 8 novembre 1969   | 1972            |
| 9  | Aquanuts                       |                                 | 8 novembre 1969   | 1972            |
| 10 | Lens a Hand                    | Operazione fotografie           | 15 novembre 1969  | 1972            |
| 10 | Vacation Trip Trap             | Vacanza trappola                | 15 novembre 1969  | 1972            |
| 10 | Parachute                      |                                 | 15 novembre 1969  | 1972            |
| 10 | Real Snapper                   |                                 | 15 novembre 1969  | 1972            |
| 10 | Leonardo De Muttley            |                                 | 15 novembre 1969  | 1972            |
| 11 | Stop Which Pigeon?             |                                 | 22 novembre 1969  | 1972            |
| 11 | Ceiling Zero Zero              | Quota zero                      | 22 novembre 1969  | 1972            |
| 11 | Fast Freight                   |                                 | 22 novembre 1969  | 1972            |
| 11 | Home Run                       |                                 | 22 novembre 1969  | 1972            |
| 11 | Start Your Engines             |                                 | 22 novembre 1969  | 1972            |
| 12 | Who's Who?                     | Chi sono?                       | 29 novembre 1969  | 1972            |
| 12 | Operation Birdbrain            | Operazione cervello di piccione | 29 novembre 1969  | 1972            |
| 12 | Bowling Pin                    |                                 | 29 novembre 1969  | 1972            |
| 12 | Shrink Job                     |                                 | 29 novembre 1969  | 1972            |
| 12 | Ship Ahooey                    |                                 | 29 novembre 1969  | 1972            |
| 13 | Medal Muddle                   | Chi ha rubato le medaglie?      | 6 dicembre 1969   | 1972            |
| 13 | Go South Young Pigeon!         | Vai a sud, giovane piccione     | 6 dicembre 1969   | 1972            |
| 13 | The Window Washer              |                                 | 6 dicembre 1969   | 1972            |
| 13 | Beach Blast                    |                                 | 6 dicembre 1969   | 1972            |
| 13 | Admiral Bird Dog               |                                 | 6 dicembre 1969   | 1972            |
| 14 | Too Many Kooks                 | Troppi pasticci                 | 13 dicembre 1969  | 1972            |
| 14 | Ice See You                    | Il ghiaccio ti vede             | 13 dicembre 1969  | 1972            |
| 14 | Echo                           |                                 | 13 dicembre 1969  | 1972            |
| 14 | Rainmaker                      |                                 | 13 dicembre 1969  | 1972            |
| 14 | Professor Muttley              |                                 | 13 dicembre 1969  | 1972            |
| 15 | Balmy Swami                    | Il dolce guru                   | 20 dicembre 1969  | 1972            |
| 15 | Camouflage Hop-Aroo            | Operazione travestimento        | 20 dicembre 1969  | 1972            |
| 15 | Mup Up                         |                                 | 20 dicembre 1969  | 1972            |
| 15 | Big Turnover                   |                                 | 20 dicembre 1969  | 1972            |
| 15 | Wild Mutt Muttley              |                                 | 20 dicembre 1969  | 1972            |
| 16 | Have Plane Will Travel         | Se hai un aereo, viaggerai      | 27 dicembre 1969  | 1972            |
| 16 | Windy Windmill                 | Un mulino a vento ventoso       | 27 dicembre 1969  | 1972            |
| 16 | Tough Break                    |                                 | 27 dicembre 1969  | 1972            |
| 16 | The Ice Cream Tree             |                                 | 27 dicembre 1969  | 1972            |
| 16 | Astromutt                      |                                 | 27 dicembre 1969  | 1972            |
| 17 | Plane Talk                     | A proposito di aerei            | 3 gennaio 1970    | dicembre 1972   |
| 17 | Happy Bird Day                 | Buon compleanno                 | 3 gennaio 1970    | dicembre 1972   |
| 17 | Boxing                         |                                 | 3 gennaio 1970    | dicembre 1972   |
| 17 | Runaway Rug                    |                                 | 3 gennaio 1970    | dicembre 1972   |
| 17 | Super Muttley                  |                                 | 3 gennaio 1970    | dicembre 1972   |